# 크라우드펀딩
크라우드펀딩(영어: crowdfunding)은 소셜 네트워크 서비스를 이용해 소규모 후원을 받거나 투자 등의 목적으로 인터넷과 같은 플랫폼을 통해 다수의 개인들로부터 자금을 모으는 행위이다. '소셜 펀딩'이라고도 하나, 정확한 용어는 아니다.
주로 자선 활동, 이벤트 개최, 상품 개발 등을 목적으로 자금을 모집한다. 투자방식 및 목적에 따라 지분 투자, 대출, 보상, 후원 등으로 분류할 수 있다.

## 분류
- 지분투자: 신생 기업 및 소자본 창업자를 대상으로 엔젤투자 형식으로 자금을 지원하는 유형으로 투자금액에 비례한 지분 취득. 수익 창출이 목적이다.
- 대출: 인터넷 소액대출을 통해 자금이 필요한 개인 및 개인사업자에 자금을 지원하는 유형으로 대출에 대한 이자 수취가 목적. 온라인 마이크로크레딧, P2P 금융(Peer to peer finance) 등이 이에 해당한다.
- 후원: 다수의 후원자들이 모금자가 추진하는 프로젝트에 자금을 지원하고 금전적보상 이외의 형태로 일정 부문 보상받는 유형. 공연, 음악, 영화, 교육, 환경 등의 분야에서 주로 활용
- 기부: 후원 형식의 소셜 펀딩과 유사하지만 후원자들에 대한 보상을 조건으로 하지 않고 순수 기부의 목적으로 지원하는 유형이다.[1]

## 현황
Crowdsourcing에 따르면, 2011년 기준 전세계적으로 약 119만 건의 소셜 펀딩 프로젝트가 있었으며, 대부분이 영국을 중심으로 한 유럽과 미국에서 진행되었다. 국내의 경우 2011년부터 본격적으로 성장하기 시작했다. 2016년 1월부터 투자형 크라우드펀딩도 시작되었다. 국내 크라우드펀딩 산업에 초반에는 후원 및 기부 형식의 업체들이 많았으나, 최근 투자형&리워드형 크라우드펀딩이 영화투자, 제품 펀딩 등 다각도로 활성화되고 있다.
한국에서는 2012년 박근혜 정부가 들어서면서 기존의 추격형 경제 전략의 한계를 극복하고자 창조경제를 첫 번째 국정 목표로 추진하기 시작하였으며, '벤처/창업 생태계 선순환 방안(2013.05.15)'의 일환으로 크라우드펀딩 제도화가 포함되었다. 이후 2016년 1월 24일부터 투자형 크라우드펀딩이 시작되었다. 당시 금융위원회는 24일 와디즈.유캔스타트.오픈트레이드.인크.신화웰스펀딩 등 5개 중개업체가 온라인 소액 투자 중개업체로 등록 절차를 마쳐 25일 오전 9시부터 펀딩 청약 업무가 허용된다고 밝혔다.
최초의 크라우드펀딩은 개인 대출형 서비스인 2005년 영국의 조파닷컴(www.zopa.com)이며, 당시는 P2P펀딩, 소셜펀딩 등의 용어로 불리다가, 2008년 미국에서 최초의 후원형 플랫폼인 인디고고가 출범하면서 크라우드펀딩이라는 용어가 일반화되었다. 한국에서는 2007년에 P2P금융이라는 명칭으로 머니옥션이 최초로 론칭하였다. 2012년 오픈트레이드에서 비씨엔엑스가 최초로 엔젤투자형 크라우드펀딩에 성공했으며, 2014년 옐로모바일에 인수되면서 투자형 크라우드펀딩의 첫 번째 엑싯 사례가 되었다. 이어 리워드형 크라우드펀딩으로 텀블벅, 와디즈, 스토리펀딩, 오마이컴퍼니 등이 이어졌다. 투자형 크라우드펀딩이 제도화 된 것은 위에서 언급한 것과 같이 2016년 1월 25일부터 시작되었고, 1월 25일 오픈한 투자형 크라우드펀딩기준 오픈트레이드에서 5개 기업에 업계 최대 규모인 10억 8천만원을 조달하였다. 또한 와디즈에서 마린테크노 주식회사가 국내 1호 투자형 크라우드펀딩에 성공했다. 2007년 출범한 미국의 대출형 모델인 랜딩클럽(Lengindclub.com)이 2013년 4월 기준 누적 성사액 16억불로 최대 규모이며, 후원형에서는 미국의 킥스타터가 2013년 한 해 총 3백만명이 참여하여 4억8천만불 규모의 프로젝트를 성사시켰다. 지분투자형은 2007년 영국의 Crowdcube.com이 최초로 서비스를 시작하였으며, 미국의 Jobs법 제정 이후 지분투자형이 가장 빠른 성장세를 보이고 있다.
2011년까지 대한민국의 국내 크라우드 펀딩 시장규모는 2007년부터 총 840여억 원이며, 2012년 총 펀딩 규모는 약 528억 원으로 추산된다. 2012년 펀딩규모가 비약적으로 상승한 이유는 총선 및 대통령 선거로 각 후보 캠프에서 크라우드 펀딩을 통해 선거비용을 모집한 것이 핵심적인 이유이며 약 454억 원 정도가 대통령 선거 관련 모금액으로 추산된다. 선거 자금을 제외한 2012년 크라우드 펀딩 금액은 74억여원 규모로 이 중 대출형이 62%, 지분투자형이 31%를 차지하고 있다.
2016년부터 국내에도 펀딩에 참여한 대가로 주식, 채권 등을 받을 수 있는 투자형 크라우드펀딩이 시작되었다. 이후 투자형 크라우드펀딩은 지속적으로 시장 규모가 성장하고 있고, 많은 이들에게 비상장주식, 채권 투자처로 인식되고 있다.

## 사례
- 킥스타터의 "Pebble": 스마트폰인 아이폰과 연동하는 손목시계인 "Pebble"을 개발하기위한 자금을 킥스타터라는 웹사이트를 통해 모았는데, 사용자로부터 1,000만 달러를 모아서 화제가 되었다. 당초 10만 달러가 목표였지만, 불과 2시간만에 목표치를 크게 넘는 자금을 모았다.
- 비씨엔엔스 : 블로그 마케팅 서비스 위드블로그를 제공하는 기업. 2012년 12월 오픈트레이드에서 최초로 성공한 엔젠투자형 크라우드펀딩에 성공했고, 2014년 옐로모바일에 인수되면서 투자 수익률 1400%를 기록했다.
- 텀블벅의 "던전월드 국문판, 나와라": 대한민국의 소셜 펀딩 사이트인 텀블벅에서는 '던전월드' 영문판을 번역 프로젝트를 올렸는데, 당초 목표금액인 300만원의 2,000%에 육박하는 5800만원을 모아 화제가 되었다.
- 26년 (영화): 자체적으로 홈페이지를 개설하여 '제작 두레' 즉 소셜 펀딩을 이용해 제작비 7억원을 모아 영화를 완성시켰다.
- 우분투 엣지 (스마트폰): 출시하기 위해, 인디고고에서 3천200만달러를 모으고 있다. 이 크라우드펀딩이 성공할 경우 한정판으로 4000대만 생산될 것이라고 한다.[4]
- 영철버거: 경영이 어려워져 본점 폐점 결정이 고려대학교 학생들이 영철버거 살리기 운동을 벌여 5천만원을 모았다.[5][6]
- 샤플:와디즈에서 가방, 캐리어로 15억 펀딩 달성에 성공함. 리워드형 크라우드펀딩 국내 최고 금액 기록 수립.
- 영화 노무현입니다: 이창재 감독의 다큐멘터리 영화 ‘노무현입니다’가 와디즈에서 역대 최단 시간인 26분만에 목표금액 100%를 달성하며 펀딩에 성공함.
- 오베이 자이언트전: 최초 전시회 크라우드펀딩 성공사례. 아트 콜라보 전문기업 (주)팡세와 오픈트레이드에서 진행하였으며, 3일 안에 펀딩이 성공했고 증액 1시간 만에 펀딩이 마감되었다.

## 같이 보기
- 엔젤 투자자
- 마이크로파이낸스
- 시민참여형예산
- 프라이빗에쿼티
- 시드머니
- 킥스타터